# Caquetá
Caquetá é um departamento da Colômbia, sendo sua capital Florencia. Está localizada no sul do país, na região amazônica. É o terceiro maior departamento, atrás apenas de Amazonas e Vichada.

## Municípios
1. Albania
2. Belém de Andaquies
3. Cartagena de Chairá
4. Curillo
5. El Doncello
6. El Paujil
7. Florencia
8. La Montañita
9. Milán
10. Morelia
11. Puerto Rico
12. San José de la Fragua
13. San Vicente de Caguán
14. Solano
15. Solita
16. Valparaíso

### Etnias
| Cor/Raça           | Porcentagem |
| ------------------ | ----------- |
| Mestiços e Brancos | 94,75%      |
| Afro-colombianos   | 3,74%       |
| Indígenas          | 1,51%       |

## Pontos turísticos
Caverna dos Guácharos
Serra dos Picachos
Serranía de Chiribiquete
Parque Natural Nacional Los Picachos
Planície Yarí
Museu etnográfico de Caquetá 
Sítio arqueológico El Encanto 
Serranía de los Churumbelos Auka-Wasi 
Alto Fragua Indi-Wasi  